# About a Girl
Singles de Nirvana
Pennyroyal Tea
(1994) Aneurysm
(1996)
Pistes de MTV Unplugged in New York
Come as You Are
(2)
About a Girl est une chanson du groupe grunge Nirvana parue d'abord sur leur premier album,  Bleach en 1989, puis en tant que unique single de MTV Unplugged in New York en 1994. 
About a Girl  est une « mélodie carillonnante avec un refrain ironique », qui se démarque des autres chansons de Bleach par son écriture puisque Kurt Cobain s'inspire de sa relation avec Tracy Marander, sa petite amie de l'époque. Elle « reflète à la perfection la rage, la douleur et la tendresse toujours présente » à la suite de leur dispute à travers des couplets et des refrains très accrocheurs. Pour la première fois, le talent de Kurt Cobain pour l'écriture de chansons pop est mis en avant. Elle est également décrite comme « grisante et excitante par sa nature [...] ne se relâchant pas une seconde ». Avec sa mélodie pop et directe, cette ballade en accords mineurs n'est pas sans rappeler les Beatles, l'une de ses principales influences. 
En 2004, le magazine New Musical Express la classe en 2e position dans sa liste des 20 meilleures chansons de Nirvana. Elle figure à la 10e place du classement des 10 meilleures chansons du groupe établi par PopMatters, qui affirme que c'est la plus claire démonstration « de l'amour de Cobain pour les Beatles et R.E.M. » et que sa version acoustique du MTV Unplugged in New York est devenue son « incarnation définitive ». En 2014, Slant Magazine la classe en 7e position de sa liste des 15 meilleures chansons de Nirvana, évoquant « une étrange idylle inspirée des Beatles qui est la meilleure chanson de Bleach ». La même année, elle figure en 4e position d'une liste des 10 meilleures chansons de Nirvana établie par Stereogum, qui affirme que c'est « une chanson pleine d'entrain sur l'émoi relationnel qui demeure l'une des plus ouvertement commerciales du groupe ».

## Genèse
Lorsqu'il la joue pour la première fois devant Krist Novoselic et Chad Channing, ces deux derniers lui demandent le titre de la chanson, qui n'en a pas encore. Krist lui demande : « C'est à propos de quoi ? » ; « C'est à propos d'une fille » (« About a girl » en anglais). Cobain n'a jamais dit à Marander qu'il avait écrit About a Girl pour elle. Dans le documentaire de 1998 Kurt and Courtney réalisé par Nick Broomfield, Marander a révélé qu'elle ne la découvert qu'après avoir lu Come as You Are: The Story of Nirvana.